# Budhlada
Budhlada là một thành phố và là nơi đặt hội đồng đô thị (municipal council) của quận Mansa thuộc bang Punjab, Ấn Độ.

## Địa lý
Budhlada có vị trí 29°56′B 75°34′Đ / 29,93°B 75,57°Đ Nó có độ cao trung bình là 211 mét (692 foot).

## Nhân khẩu
Theo điều tra dân số năm 2001 của Ấn Độ, Budhlada có dân số 23.499 người. Phái nam chiếm 53% tổng số dân và phái nữ chiếm 47%. Budhlada có tỷ lệ 68% biết đọc biết viết, cao hơn tỷ lệ trung bình toàn quốc là 59,5%: tỷ lệ cho phái nam là 73%, và tỷ lệ cho phái nữ là 62%. Tại Budhlada, 13% dân số nhỏ hơn 6 tuổi.